# Streckmetall
Streckmetall oder auch Streckgitter ist die Bezeichnung für ein Blech, in dem durch unterbrochene Scherschnitte und plastisches Verformen an den Schnittstellen Durchbrüche (meistens rautenförmige) entstanden sind. Streckmetall ist ein ohne Abfall (z. B. ausgestanzte Teile) hergestelltes, einem Gitter ähnelndes Lochblech. Seine Fläche ist um etwa die Summe der Durchbrüche größer als die des Ausgangsblechs.
Außer Streckmetall mit Rautenmuster gibt es u. a. solches mit Langsteg-, Sechseck-, Rund- oder Quadrat-Maschen, bestimmt durch die Formen der Schnitte und der Materialverformungen.
Teilweise werden auch Kunststoffe in der Art eines Streckmetalls bearbeitet.

## Eigenschaften
Bei heute produzierten Streckmetallen kann die Maschenlänge weniger als 1 mm betragen, die größten Maschen sind bis 400 mm lang. Der flächenmäßige Anteil der Öffnungen an der Gesamtfläche liegt zwischen 4 und etwa 90 Prozent.
Zur Beschreibung eines Streckgitters dienen vier Größen:
- Maschenlänge
- Maschenbreite
- Stegbreite
- Stegdicke.

Die Bezeichnung 62×23-7×3 besagt z. B.:
- Maschenlänge 62 mm
- Maschenbreite 23 mm
- Stegbreite 7 mm
- Stegdicke 3 mm.

Maschenlänge und -breite werden nicht innerhalb einer Öffnung gemessen, sondern jeweils von Knotenmitte zu Knotenmitte (siehe DIN 791).
Streckmetall-Gitter erreichen eine beachtliche Festigkeit und Flächenstabilität, da Metalle in der Regel durch das Strecken („Kaltrecken“) verspröden, d. h. widerstandsfähiger gegen Verbiegen werden.
Bei der normalen Herstellung hat Streckmetall eine geriffelte, plastisch strukturierte Oberfläche. Es ist aber auch möglich, das Gitter flach zu walzen, so dass es flach wie z. B. ein gestanztes Lochblech ist.

## Herstellung

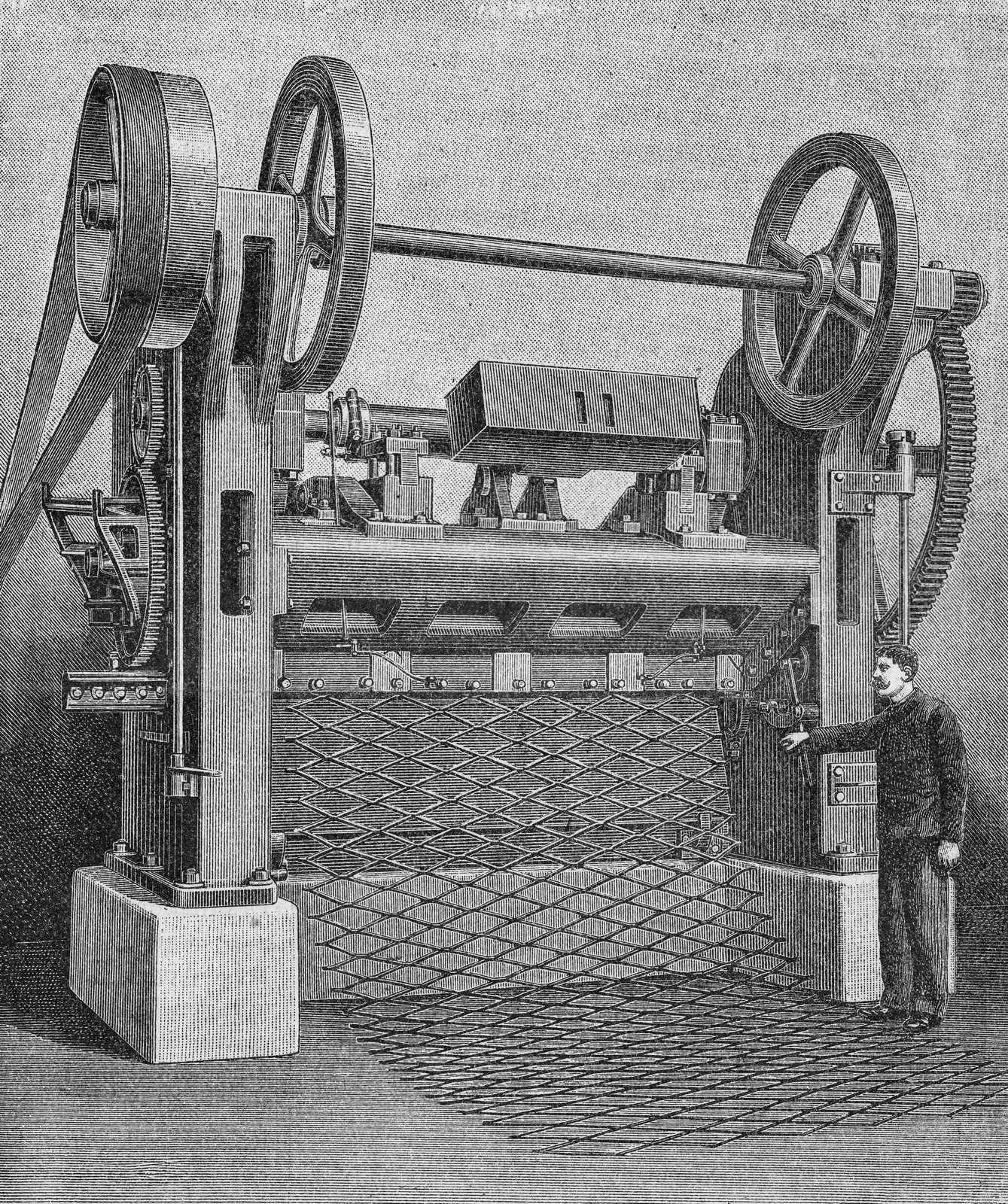
Maschine zur Herstellung von Streckmetall, ca. 1900

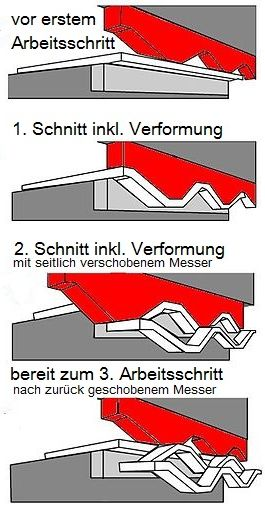
Prozessablauf bei der Herstellung von Streckmetall

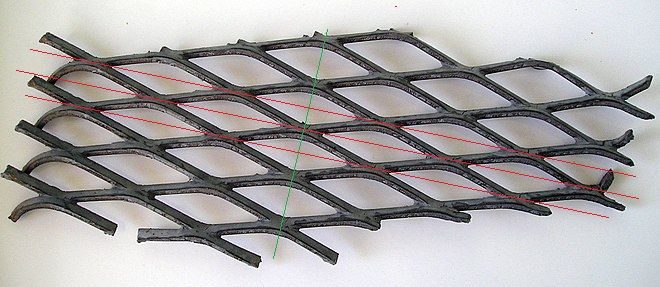
Blick senkrecht auf rautenförmiges Streckmetall (rot: einander folgende Arbeitsschritte; grün: Arbeitsfortgang (Vorschubrichtung))

Als Ausgangsmaterial dient Metallblech, laut neueren Tabellenbüchern z. B. Stahlblech in Stärken von 1 bis 5 mm. Vor über 100 Jahren wurde laut Meyers Konversationslexikon Eisenblech von 0,6 bis 7 mm Stärke verwendet, daneben Bleche aus Kupfer, Messing und Aluminium.
Der Scherschnitt erfolgt mit parallelen Schnittbalken, von denen der bewegte (rot im Bild) nicht eine gerade (grau im Bild), sondern eine mit Trapezen (bei rautenförmigen Maschen) besetzte Schnittkante hat. Der bewegte Schittbalken drückt die abgeschnittenen, unter sich befindlichen Blechteile nach unten, wobei diese gestreckt werden und Trapezform annehmen. Die Schnitttiefe ist derart begrenzt, dass das Blech zwischen den Trapezen nicht geschnitten wird.
Der jeweils nächste Arbeitsschritt erfolgt mit um die halbe Maschenbreite seitlich versetzten beweglichen Schnittbalken. Der Blechvorschub ist gleich weit wie dieser Balken dick ist (Balkendicke und die Breite des vom Balken zu streckenden Blechstreifens sind einander angepasst). Bei horizontalem Blechvorschub fällt das Streckmetall schräg nach unten (siehe Bild). Die ursprüngliche Blechbreite bleibt in etwa erhalten. Am Anfang ist ein extra Arbeitsschritt erforderlich, da sich der Blechrand verwirft, was sich in allen Arbeitsschritten fortsetzen würde. Nach zwei Schritten werden die Blechränder am bereits bearbeiteten Blechstreifen gefasst, dieser gedehnt und dabei die Verwerfung aufgehoben. Die Länge und damit die Fläche vergrößert sich um das Zwei- bis Zwölffache. Im Gegensatz zu Lochblech entsteht kein Abfall. Bei jedem Schneidehub wird die Messerstange um eine halbe Maschenbreite quer versetzt. Meyers Konversationslexikon (1899–1900) gibt an, dass damals nicht das Messer, sondern die Blechtafel verschoben wurde.

## Verwendung

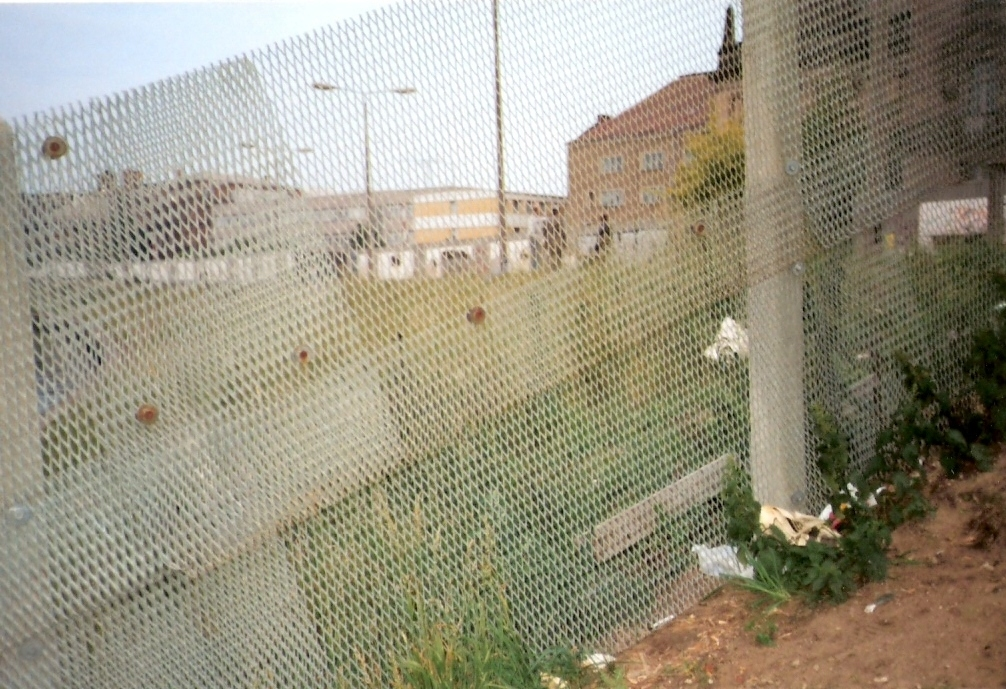
Grenzzaun

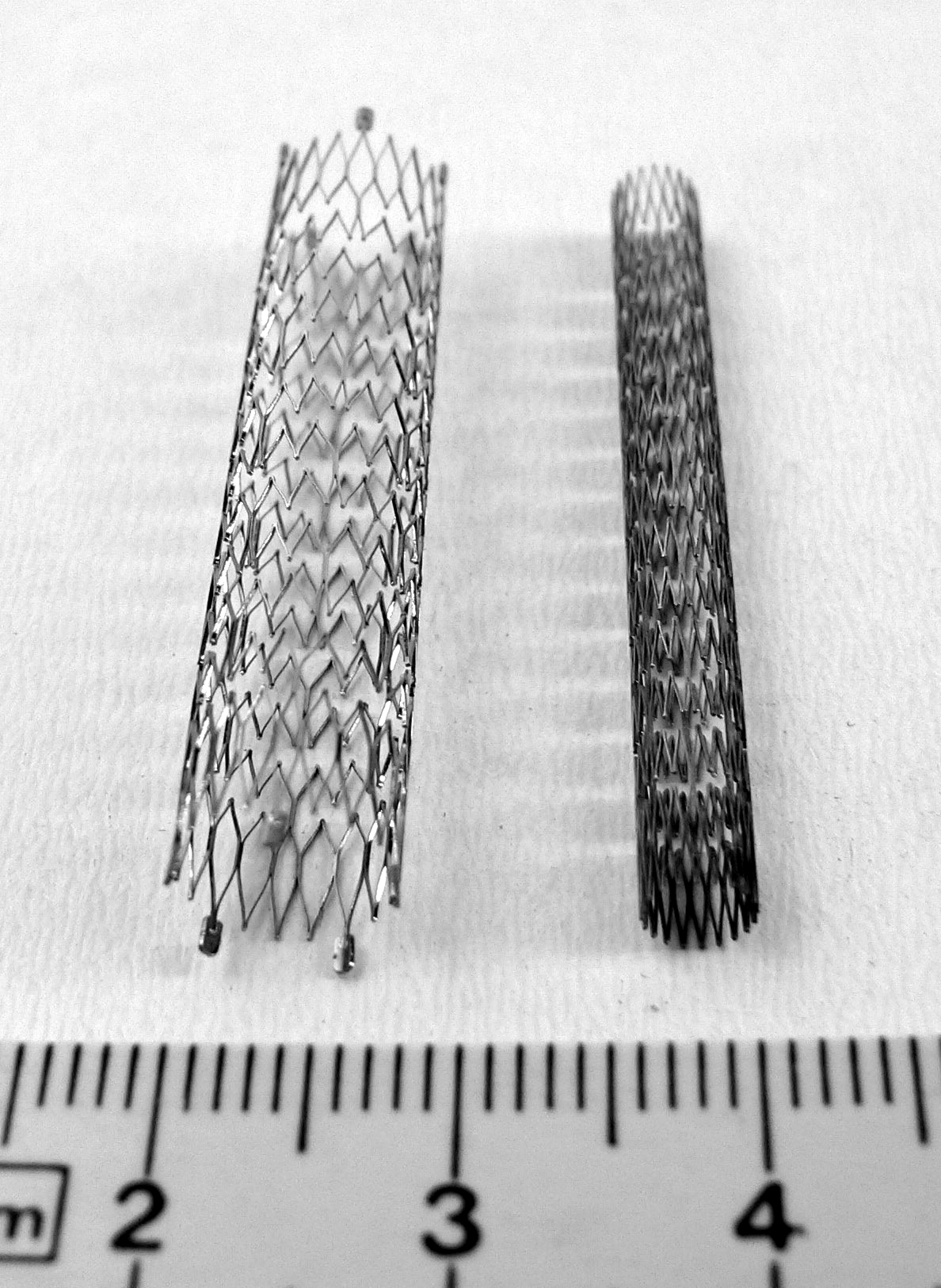
Stents zum Offenhalten peripherer Arterien

Schon vor über 100 Jahren war die Anwendung als Putzträger („Verputzblech“) im Bauwesen die verbreitetste; auch viele der u. g. Anwendungen waren schon bekannt.
Bis 1989 wurde Streckmetall bei den Grenzsperranlagen der DDR verwendet.
Heute wird Streckmetall z. B. verwendet als:
- Putzträger im Bauwesen (siehe auch Rabitz)
- Verkleidung von Decken, Wänden, Geländern und Fassaden
- Eckschutzschienen
- Herstellung von Arbeitsfugen im Stahlbetonbau
- Stützgitter in Verbundwerkstoffen zur Übertragung von Scherkräften bei geringem Gewicht
- Zaun
- Komposter
- Sieb, z. B. Kompostsieb
- Gitter in Starterbatterien, z. B. für Kraftfahrzeuge
- Fettfilter, z. B. Wrasenabzug-Fettfilter
- Möbel, z. B. Bügelbrett, Stuhl, Papierkorb
- Stent in der Medizin (siehe Abbildung)
- Maschentransplantation in der Medizin (Hauttransplantation)
- Prüfung von Leuchten auf Beständigkeit gegen Staub, Festkörper und Wasser (nach der IEC 60598-1 § 9.2).

## Streckgitter aus anderen Werkstoffen

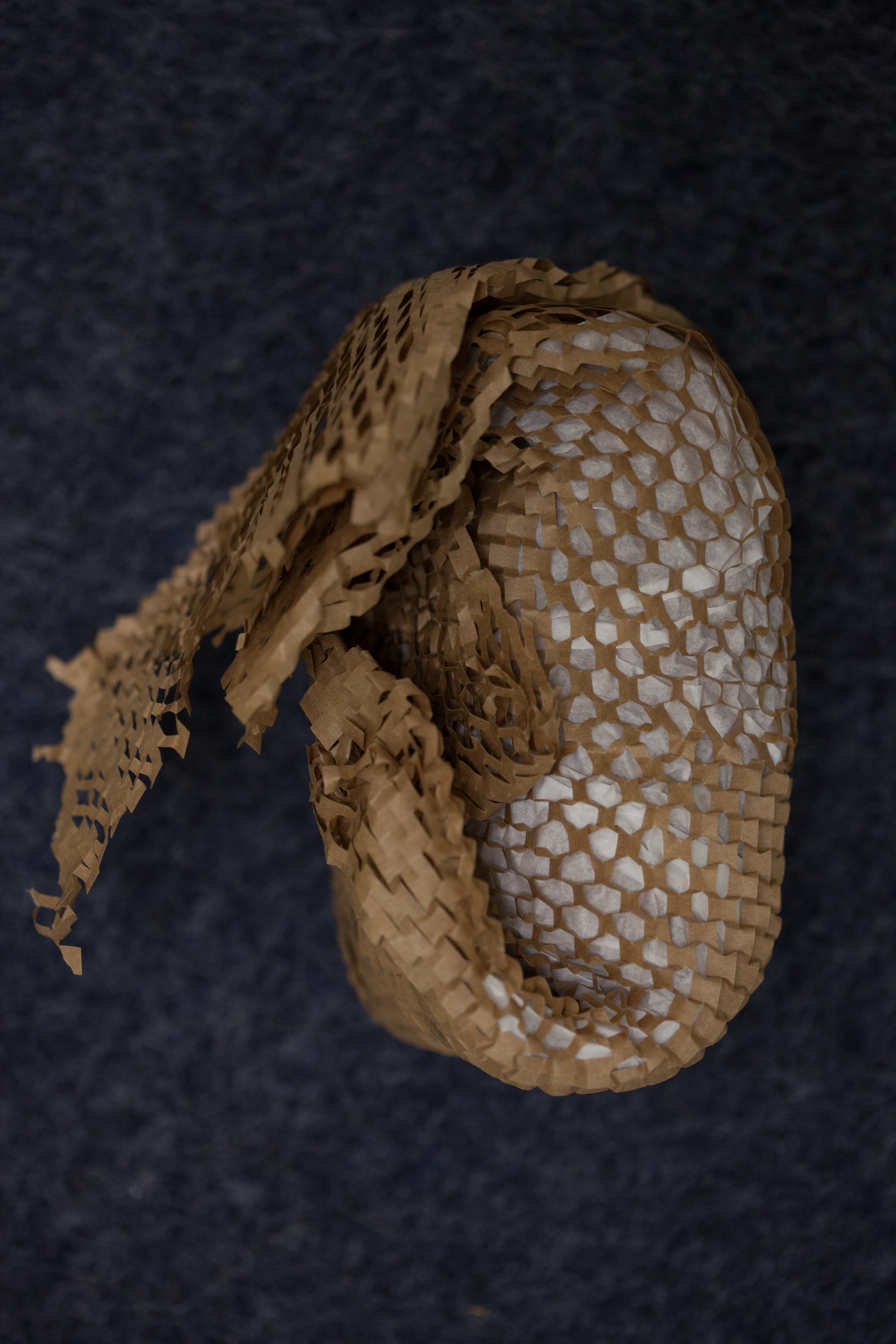
„gestrecktes“ Packpapier als Transportverpackung

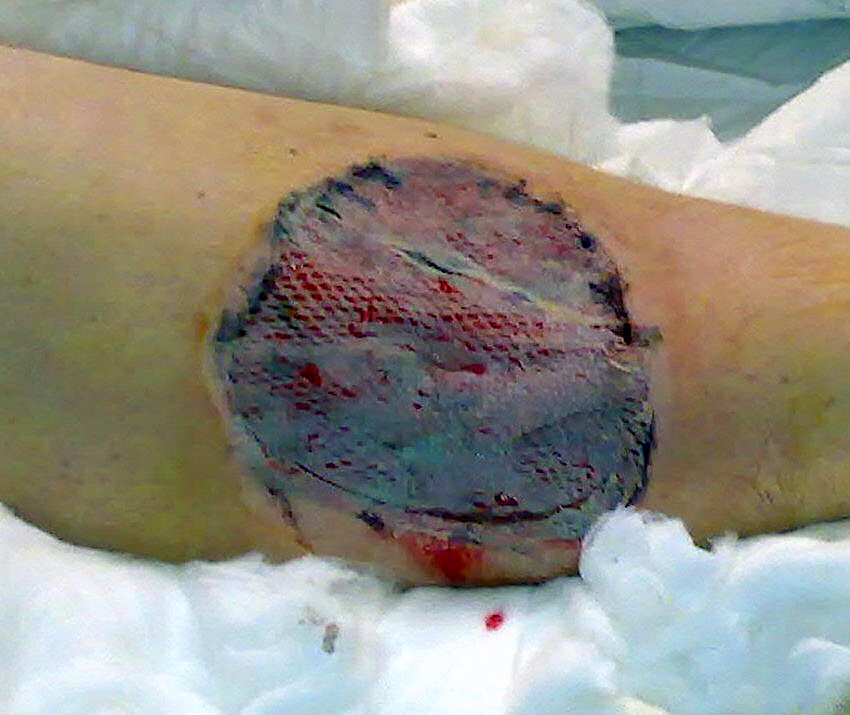
„gestrecktes“ Hauttransplantat

Es gibt Füllstoff für Verpackungen, der in genau gleicher Form aus Wellpappe-Resten gestanzt wird. Die an sich steife Wellpappe wird dadurch füllig und formbar bei geringem Volumengewicht, füllt Hohlräume oder polstert den Inhalt von Versandkartons.
Nach ähnlichem Prinzip werden Girlanden für Dekorationszwecke hergestellt. Hier ist das Material Papier, das gestreckt wird und eine füllige Dekoration ergibt.
Wenn bei einer Hauttransplantation ein Defekt gedeckt werden muss, der größer als das Transplantat ist, so wird das Transplantat mit einer Messerwalze mit einem rautenförmigen Schnittmuster versehen und gestreckt.